# Maurice Voirin
Pour les articles homonymes, voir Voirin.
Maurice Voirin, né le 28 janvier 1891 à Noyers-Pont-Maugis (Ardennes) et mort le 19 décembre 1980 à Saint-Cloud (Hauts-de-Seine), est un homme politique français.

## Biographie
Instituteur, il devient conseiller général du canton de Mézières en 1928, conseiller municipal puis maire de Mohon en 1935. Il est député SFIO des Ardennes de 1932 à 1940. Le 10 juillet 1940, il vote les pleins pouvoirs au maréchal Pétain et quitte la vie politique.

## Sources
- « Maurice Voirin », dans le Dictionnaire des parlementaires français (1889-1940), sous la direction de Jean Jolly, PUF, 1960 [détail de l’édition]